# Incarcerated (album)
Incarcerated – piąty studyjny album amerykańskiego rapera Lila Boosiego, którego premiera odbyła się 28 września 2010 roku. Wydawnictwo ukazało się nakładem wytwórni Asylum Records, Trill Entertainment, Bad Azz oraz Warner Bros. Records. Wśród gości wystąpili Webbie, Foxx, Mouse, Lil' Phat, Lil Trill oraz Shell, członek zespołu muzycznego 3 Deep.
Incarcerated był jedynym wydanym albumem rapera, który wówczas przebywał w zakładzie karnym Louisiana State Penitentiary.
„Better Not Fight“ to tytuł singla, który promował album. Został wydany 17 sierpnia 2010 roku. U boku Boosiego udzielili się Webbie, Lil' Trill i Foxx.
Album zadebiutował na 13. miejscu amerykańskiej listy sprzedaży Billboard 200 z wynikiem 30 000 egzemplarzy w pierwszym tygodniu.

## Lista utworów
| Nr  | Tytuł utworu                                          | Producent                               | Długość |
| --- | ----------------------------------------------------- | --------------------------------------- | ------- |
| 1.  | „Devils” (gości. Foxx)                                | Savage, Da New Kidd                     | 3:16    |
| 2.  | „You Don’t Know”                                      | Big Wayne, B.J.                         | 4:17    |
| 3.  | „Betrayed” (gości. Webbie)                            | Big Korey, Mouse                        | 4:52    |
| 4.  | „Chill Out”                                           | B.J.                                    | 4:22    |
| 5.  | „Bank Roll (Part 2)” (gości. Big Head & Webbie)       | B.J.                                    | 4:14    |
| 6.  | „How We Do It” (gości. Webbie & Lil' Trill)           | B-Real                                  | 4:57    |
| 7.  | „Cartoon” (gości. Shell & Mouse)                      | T.Makk, Mouse                           | 4:47    |
| 8.  | „Thugged Out” (gości. Foxx)                           | G5 Kids                                 | 4:36    |
| 9.  | „Better Not Fight” (gości. Webbie, Lil' Trill & Foxx) | Dave "Supa Mike" West                   | 4:25    |
| 10. | „What I Learned from the Streets” (gości. Shell)      | B.J.                                    | 4:18    |
| 11. | „Calling Me”                                          | DJ Infamous, Laurent Cohen              | 3:48    |
| 12. | „Do It Again” (gości. K.T. & Lil' Phat)               | B.J., Big Wayne                         | 4:39    |
| 13. | „Long Journey” (gości. Webbie)                        | B.J.                                    | 3:37    |
| 14. | „The Rain” (gości. Lil' Trill & Locco)                | Locco, Big Wayne, B.J, Willy Will, Halo | 4:49    |
|     |                                                       |                                         | 1:00:57 |